# Računajte na nas!
"¡Cuenta con nosotros!" es una canción patriótica yugoslava del grupo oriundo de Novi Sad Rani Mraz compuesta en el año 1978 . La letra y la música fueron escritas por Đorđe Balašević, y el sencillo fue publicado por la Producción discográfica de la Radio Televisión Belgrado. Gracias a tener un enfoque diferente hacia la revolución yugoslava a las canciones socialistas-realistas habituales de la época, "¡Cuenta con nosotros!" pronto se convirtió en un himno generacional que se podía escuchar en cada oportunidad como una forma de juramento pionero tardío. 
En la primera edición del álbum se lanzaron 15,000 copias y en la segunda 20,000 copias. 
En la canción, el cantante y compositor de Vojvodina les asegura "a ellos" (la generación de partisanos que habían luchado en la guerra) que él y su generación "no llevan el rumbo equivocado" a pesar de que "tocan rock". Porque la "sangre de los partisanos " fluye en ellos y están listos "para las cien ofensivas" que les esperan, lo que expresa la disposición del artista de poner su visión al servicio de una imagen totalitaria e ideologizada del mundo .
Balašević dejó de interpretar esa canción en presentaciones hace mucho tiempo. La banda de Ljubljana, Pankrti, una de las bandas opuestas al régimen más reconocidas, respondió a Balasevic a fines de la década de 1970 con su versión irónica de "¡Cuenta con nosotros!" en la que se burlan vehementemente de la Liga de los Comunistas de Yugoslavia y sus representantes.

## Letra
En nombre de todos nosotros, los del cincuenta y pico

canté un verso de juramento a Tito.

No recuerdo el pasado o la batalla lejana

porque nací después de ellos.

Pero la vida aún esconde batallas ante nosotros

y nos amenaza, amenaza, como un remolino profundo.

Sé que nos esperan todavía cien ofensivas más

porque tenemos que mantener la paz.

¡Cuenta con nosotros!

Algunos sospechan que estamos yendo por camino equivocado,

porque escuchamos discos y tocamos rock.

Pero en algún lugar de nosotros arde la llama de las batallas,

y te digo lo que sé bien:

¡Cuenta con nosotros!

En nombre de todos nosotros, los del cincuenta y pico

canté un verso de juramento a Tito.

No recuerdo el pasado o la batalla lejana

porque nací después de ellos.

El destino de los días futuros está en nosotros

y algunos incluso pueden tener de él.

La sangre de los partisanos fluye por nuestras venas,

y sabemos por qué estamos aquí.

¡Cuenta con nosotros!

Algunos sospechan que estamos yendo por camino equivocado,

porque escuchamos discos y tocamos rock.

Pero en algún lugar de nosotros arde la llama de las batallas,

y te digo lo que sé bien:

¡Cuenta con nosotros!